# Placopsilina
Placopsilina es un género de foraminífero bentónico de la subfamilia Placopsilininae, de la familia Placopsilinidae, de la superfamilia Lituoloidea, del suborden Lituolina y del orden Lituolida. Su especie tipo es Placopsilina cenomana. Su rango cronoestratigráfico abarca desde el Jurásico medio hasta la Actualidad.

## Discusión
Clasificaciones previas incluían Placopsilina en el suborden Textulariina del orden Textulariida, o en el orden Lituolida sin diferenciar el suborden Lituolina.

## Clasificación
Placopsilina incluye a las siguientes especies:
- Placopsilina aggregata
- Placopsilina argoviensis
- Placopsilina bibullata
- Placopsilina bifurca
- Placopsilina bradyi
- Placopsilina ciscoensis
- Placopsilina eichbergensis
- Placopsilina glabra
- Placopsilina intermedia
- Placopsilina kingsleyi
- Placopsilina langsdalensis
- Placopsilina longa
- Placopsilina marlierei
- Placopsilina neocomiana
- Placopsilina northfleetensis
- Placopsilina possible
- Placopsilina scorpionis
- Placopsilina spongiphila
- Placopsilina tenuitesta
- Placopsilina wooramelensis

Otras especies consideradas en Placopsilina son:
- Placopsilina bulla, aceptado como Tholosina bulla
- Placopsilina confusa, aceptado como Tholosina confusa
- Placopsilina hyerensis, de posición genérica incierta
- Placopsilina vesicularis, aceptado como Tholosina vesicularis